# Mariupol
Mariupol (ukrainsk: Маріуполь, tr. Mariupol, russisk: Мариуполь, tr. Mariupol) er en ukrainsk industriby og havneby ved det Azovske Hav. Byen ligger i det østlige Ukraine i Donetsk oblast. Den har et areal på 244 km2
og et befolkningstal på 449.498 (2017) indbyggere.
Mariupol blev grundlagt i 1778.
Byen er hjemsted for de store industrifirmaer Asovmash og Asovstal.
I 2014 blev Mariupol truet af separatister under Krigen i Donbass, men blev sikret af ukrainske tropper den 13. juni. Den blev udnævnt til midlertidigt administrativt center for Donetsk oblast, efter at byen Donetsk blev hovedstad i den selvudråbte Folkerepublikken Donetsk. Separatister har angrebet byen flere gange siden. Siden februar 2022 er byen forsøgt besat og er blevet alvorligt beskadiget som led i den russiske invasion, hvor den fik titlen Ukraines helteby og helvede på jord.